# دم‌سوزنی لاغر
دم‌سوزنی لاغر (نام علمی: Acisoma variegatum) نام یک گونه از سرده دم‌سوزنی‌ها است.